# A Citadina
 (août 2025).
A Citadina est le réseau de bus qui dessert Porto-Vecchio. Créé en 2018, il est composé de 3 lignes circulaires Pruneddu, Marina et Paesu desservants le centre-ville, le port, les 4 chemins et l’ensemble des parkings. Le réseau est exploité depuis sa création par les Transports Urbains Porto-Vecchiais (TUPV) à l'aide de navettes électrique Bluebus. Le contrat a été renouvelé le 1er janvier 2025 pour une durée d'un an.